# 连友农
连友农（1953年12月—），男，汉族，山西襄垣人，中华人民共和国政治人物。在职大学学历，研究员。第十一届全国人民代表大会广西地区代表。

## 生平
1969年1月参加工作。毕业于北京工业大学应用数学专业。1988年9月加入中国共产党。1998年9月至2002年10月，任广西壮族自治区旅游局副局长、党组成员。2002年10月至2006年8月，历任玉林市副市长，中共玉林市委常委、组织部部长，市委副书记。2006年8月至2011年8月，任中共北海市委副书记、市长。2011年8月，担任广西壮族自治区旅游局党组书记。2008年起担任全国人大代表。2013年1月，任自治区政协常委、自治区政协经济委员会主任。2016年5月10日，广西壮族自治区纪委宣布连友农因涉嫌严重违纪，目前正在接受组织调查。2017年8月18日，连友农被贵港市中级人民法院以受贿罪判处有期徒刑五年，并科罚金人民币二十万元。